# Волго-Уральская антеклиза
Волго-Уральская антеклиза — положительная тектоническая структура I порядка Русской плиты Восточно-Европейской платформы. Находится на территории южного междуречья Волги и Камы. Включает три структуры II порядка — Южно-Татарский и Башкирский своды, разделённые Камско–Бельской депрессией. Современную форму приняла в палеозойское время.

## Описание
Крупнейшая тектоническая структура на востоке Русской плиты площадью более 500 тысяч км2. С востока граничит с Предуральским краевым прогибом, на юге — с Прикаспийской синеклизой, на западе — с Московской синеклизой.

## Полезные ископаемые
К территории структуры относится Волго-Уральская нефтегазоносная провинция.